# Kontrakty dubieńskie
Kontrakty dubieńskie – zjazd kontraktowy szlachty ziem południowo-zachodnich, pozostałych przy Polsce po I rozbiorze Polski odbywane w latach 1774–1798 w Dubnie. Zastąpiły kontrakty lwowskie, w 1798 roku przeniesione do Kijowa.
Miały miejsce od 15 do 24 stycznia, zjeżdżało na nie ok. 30 000 gości i kupców zagranicznych. 